# Eugen Blaas
Eugene de Blaas, també conegut com a Eugene von Blaas o Eugen Blaas (24 de juliol de 1843 – 10 de febrer de 1932), va ser un pintor italià emmarcat dins de l'escola del classicisme.

## Vida i carrera

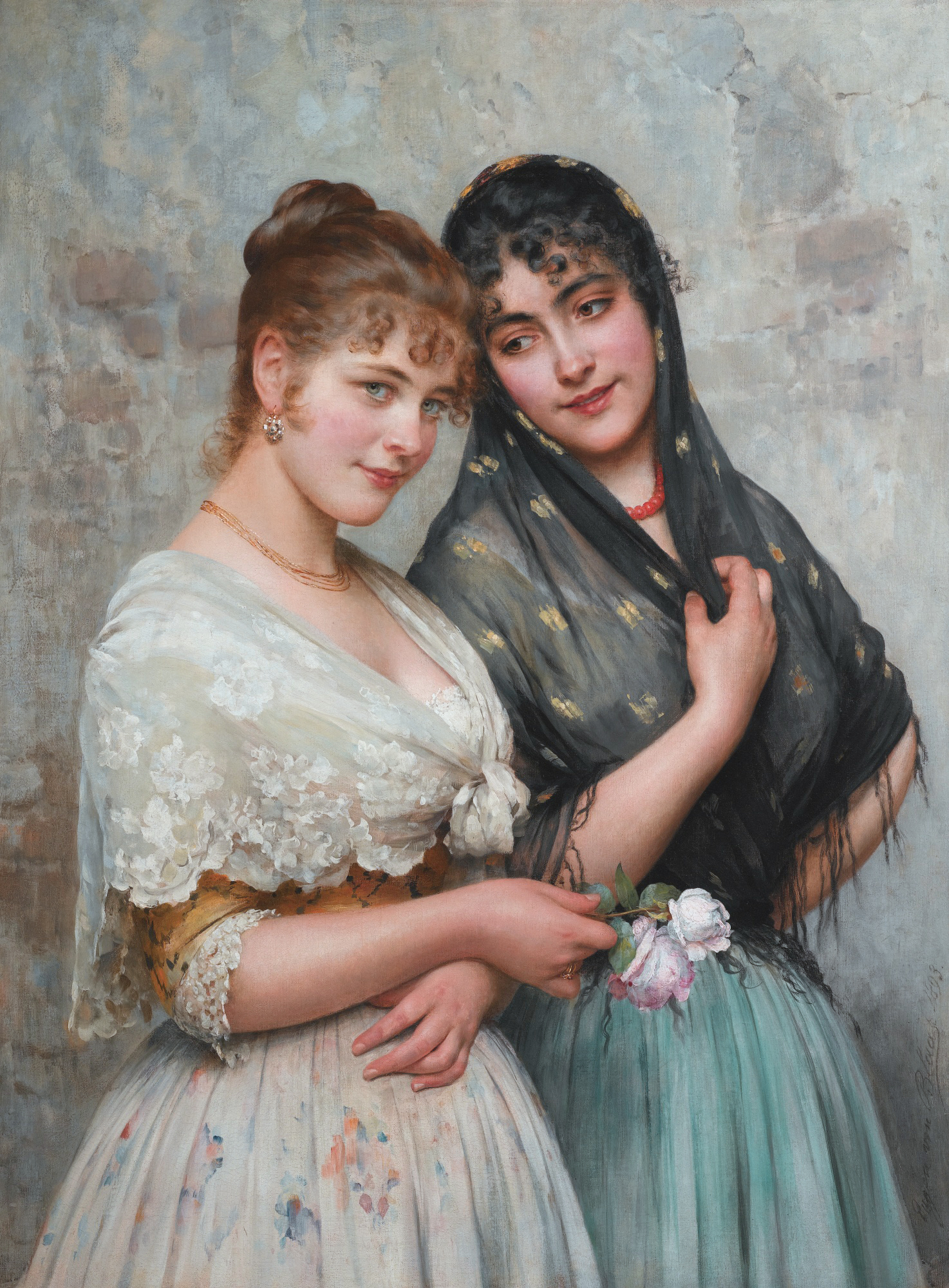
Eugen von Blaas: dues dones venecianes

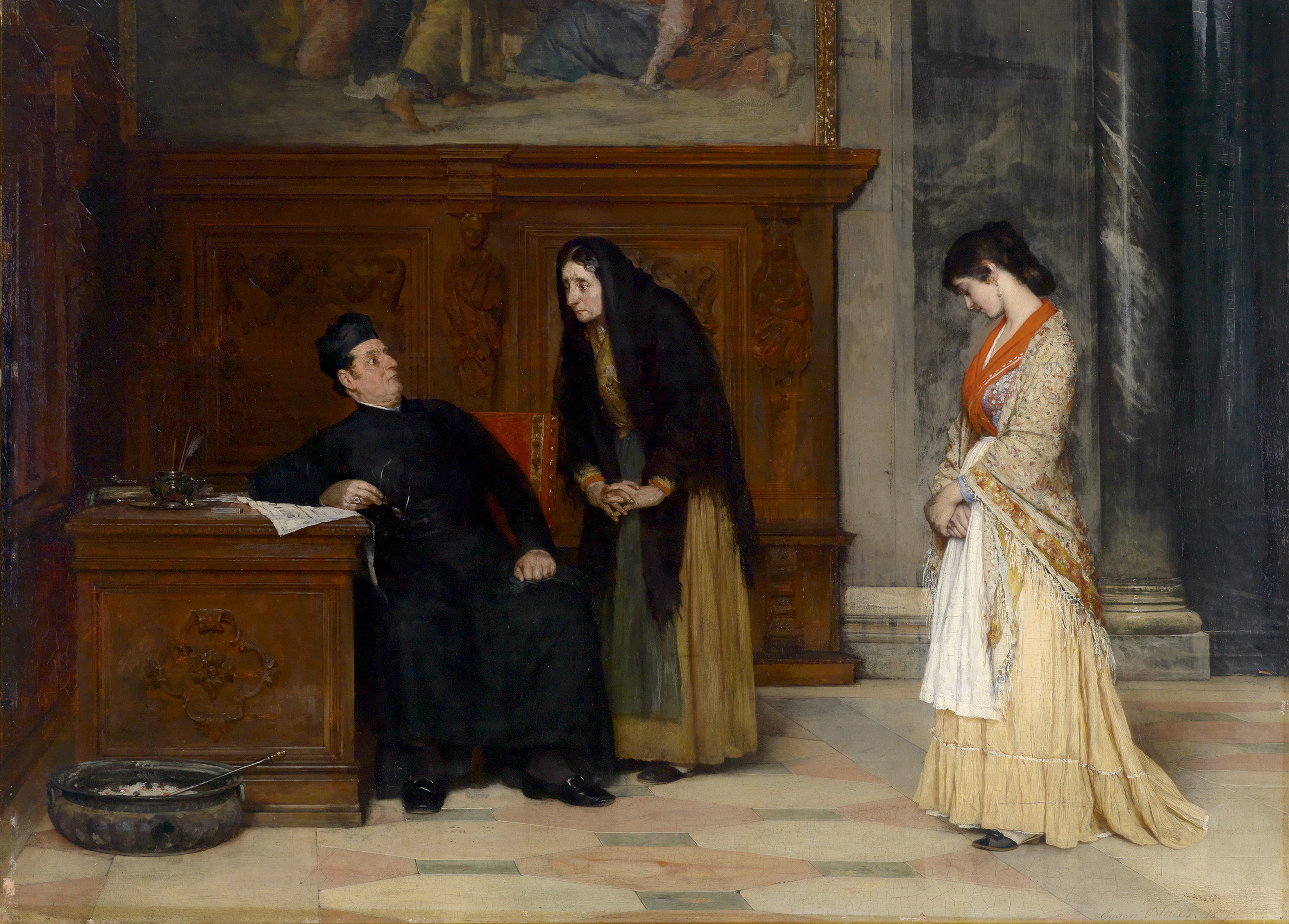
A la sagristia, 1877

Va nàixer a Albano, prop de Roma, de pares austríacs. El seu pare, Karl von Blaas, també pintor, va ser el seu mestre. La família es va mudar a Venècia quan en Karl va esdevenir professor de l'Acadèmia de Venècia. Eugen pintà diverses obres ambientades en Venècia.

## Treballs
Les seves obres es troben a la Royal Academy, la Fine Art Society, la New Gallery i a la Arthur Tooth and Sons Gallery de Londres, així com a la Walker Art Gallery de Liverpool.

## Pintures
- Les germanes, 1878 (Escena de claustre)
- Conversió dels Rhætians per St. Valentí
- Cimabue i Giotto
- Escena del Decameró
- Dogaressa anant a l'església
- Escena d'un balcó venecià
- Criatures de Déu
- Processó nupcial a San Marco
- Mascarada veneciana
- Viatge a Murano (Museu de Viena)
- Die Wasserträgerin (1887). L'aiguadora.[2]
- A l'aigua (1914)

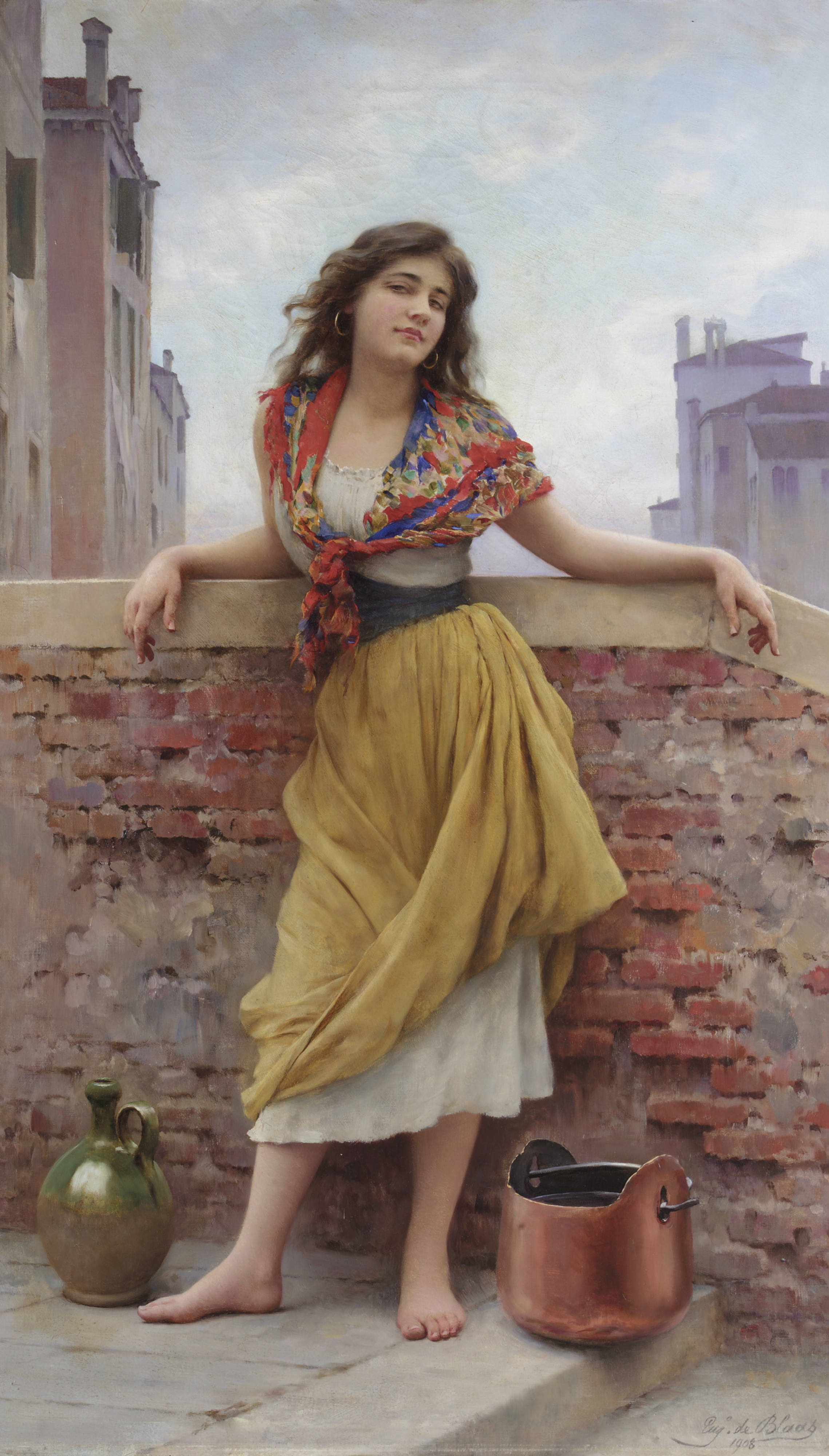
L'aiguadora(La portatrice d'acqua)
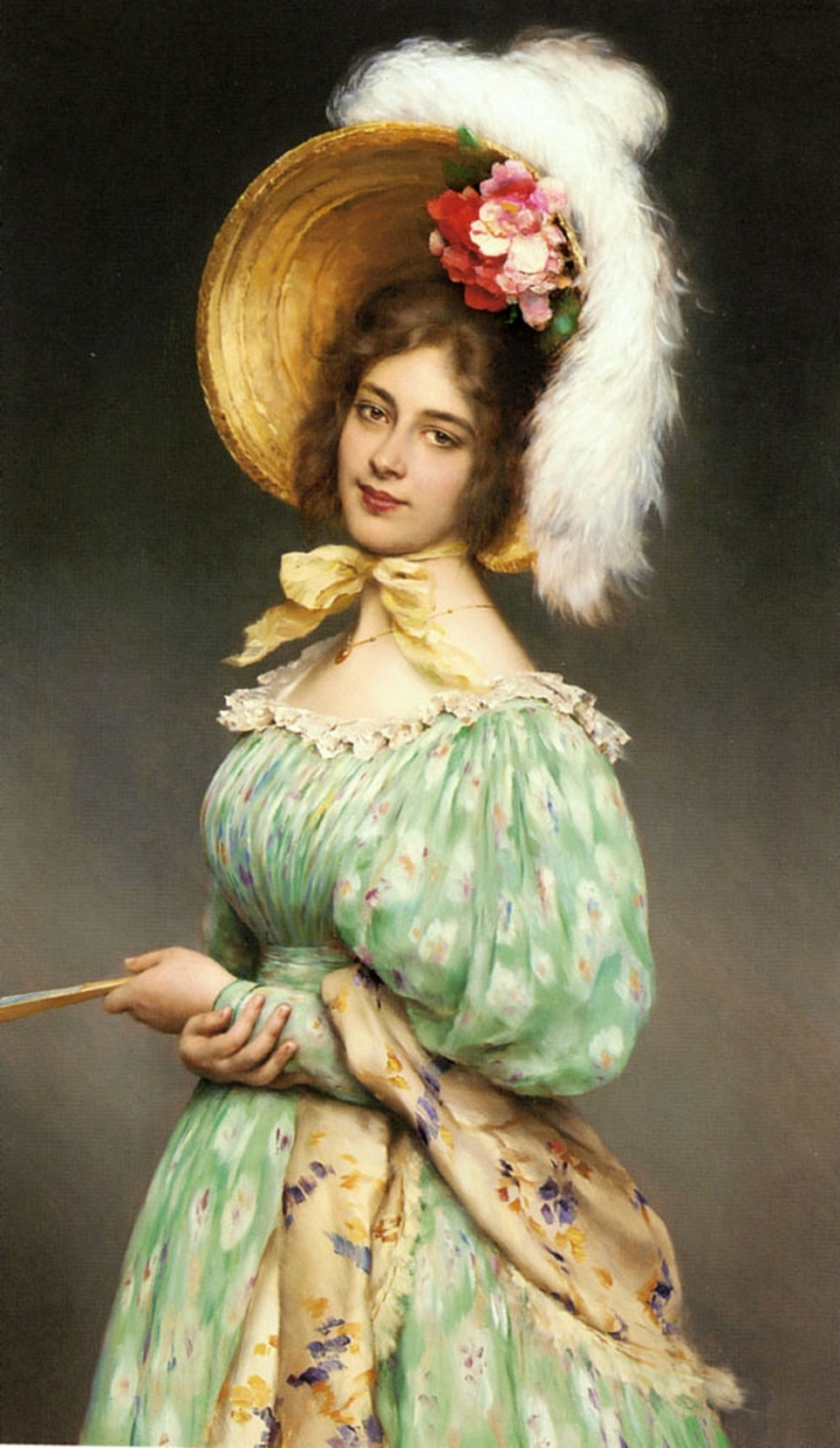
De Musette
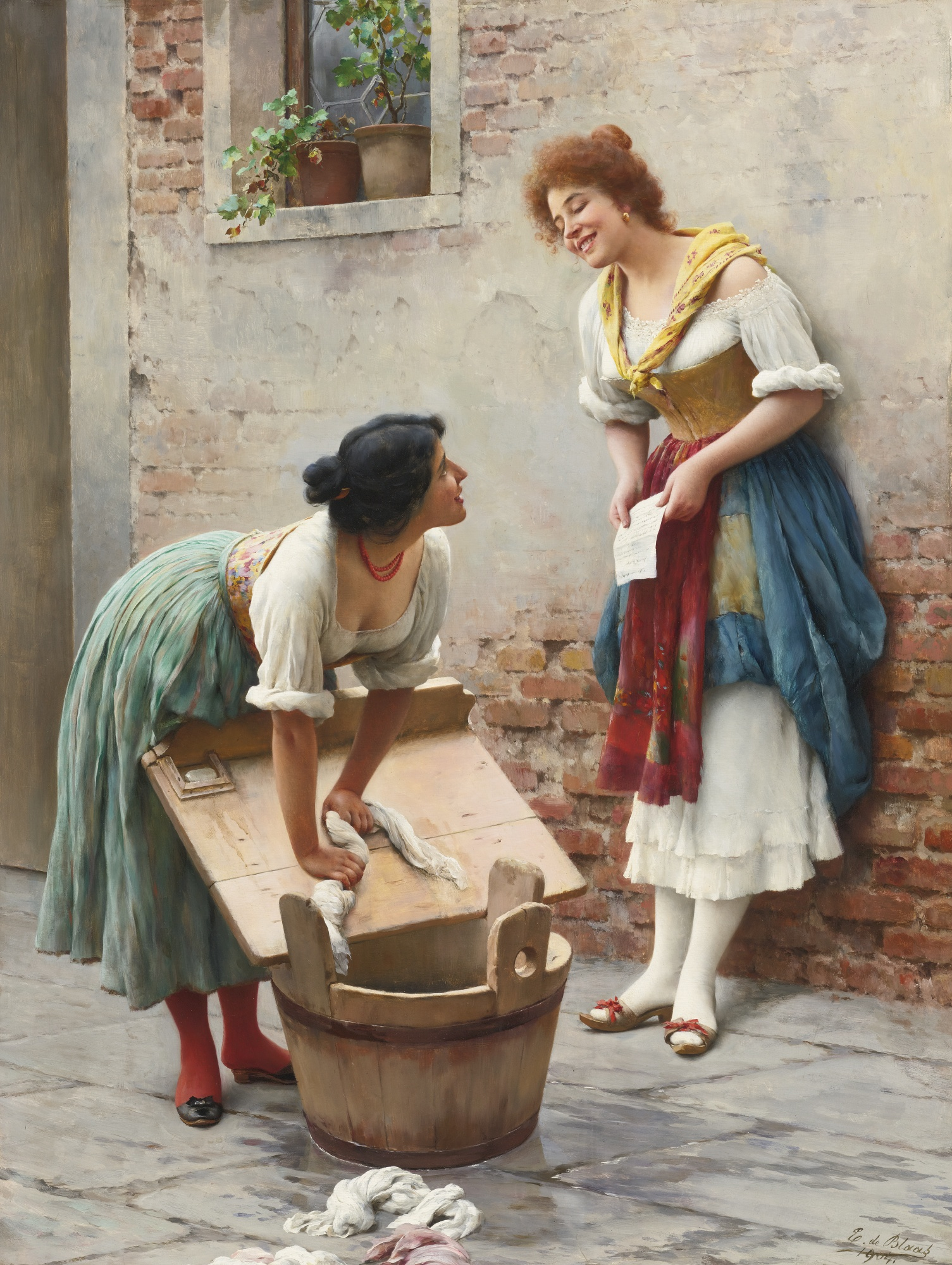
Compartint notícies
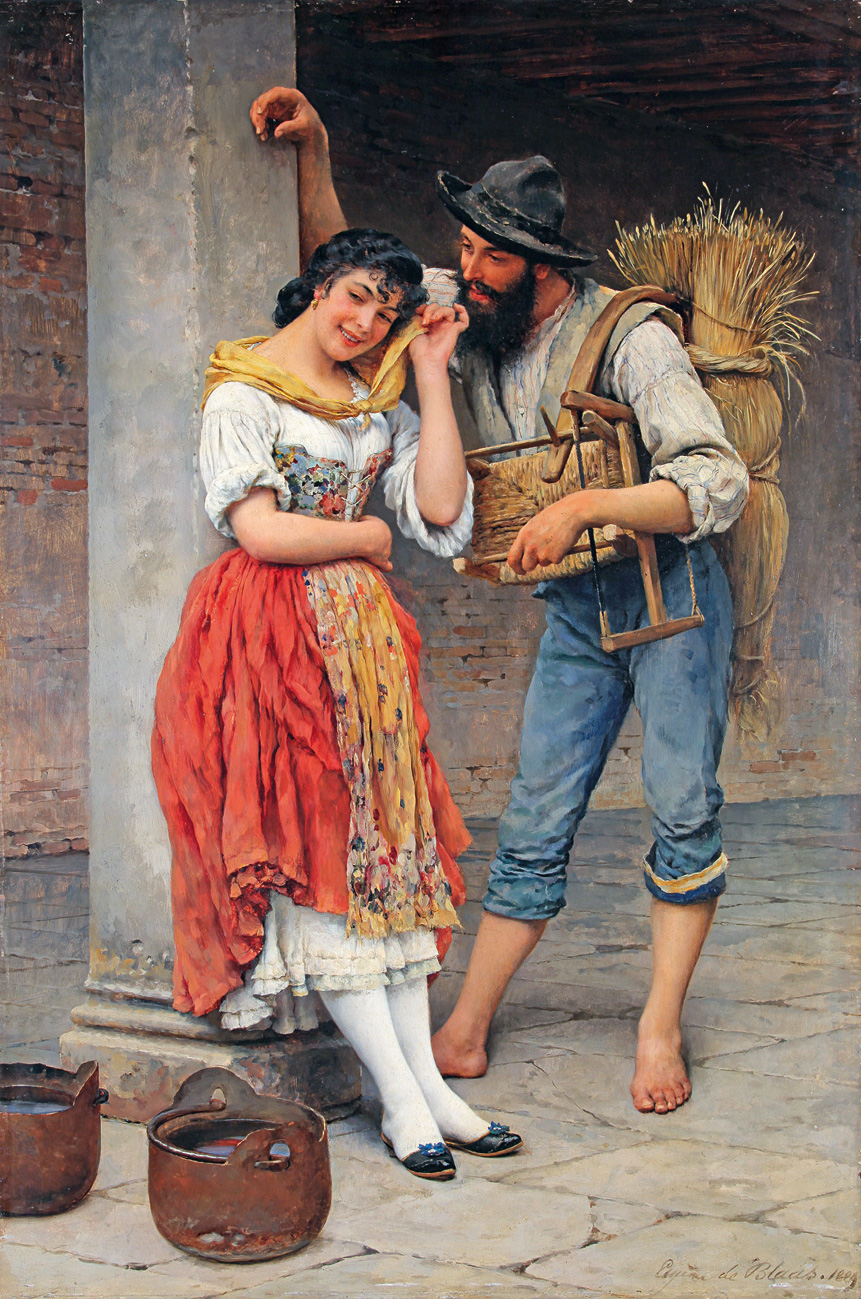
L'aranya i la mosca
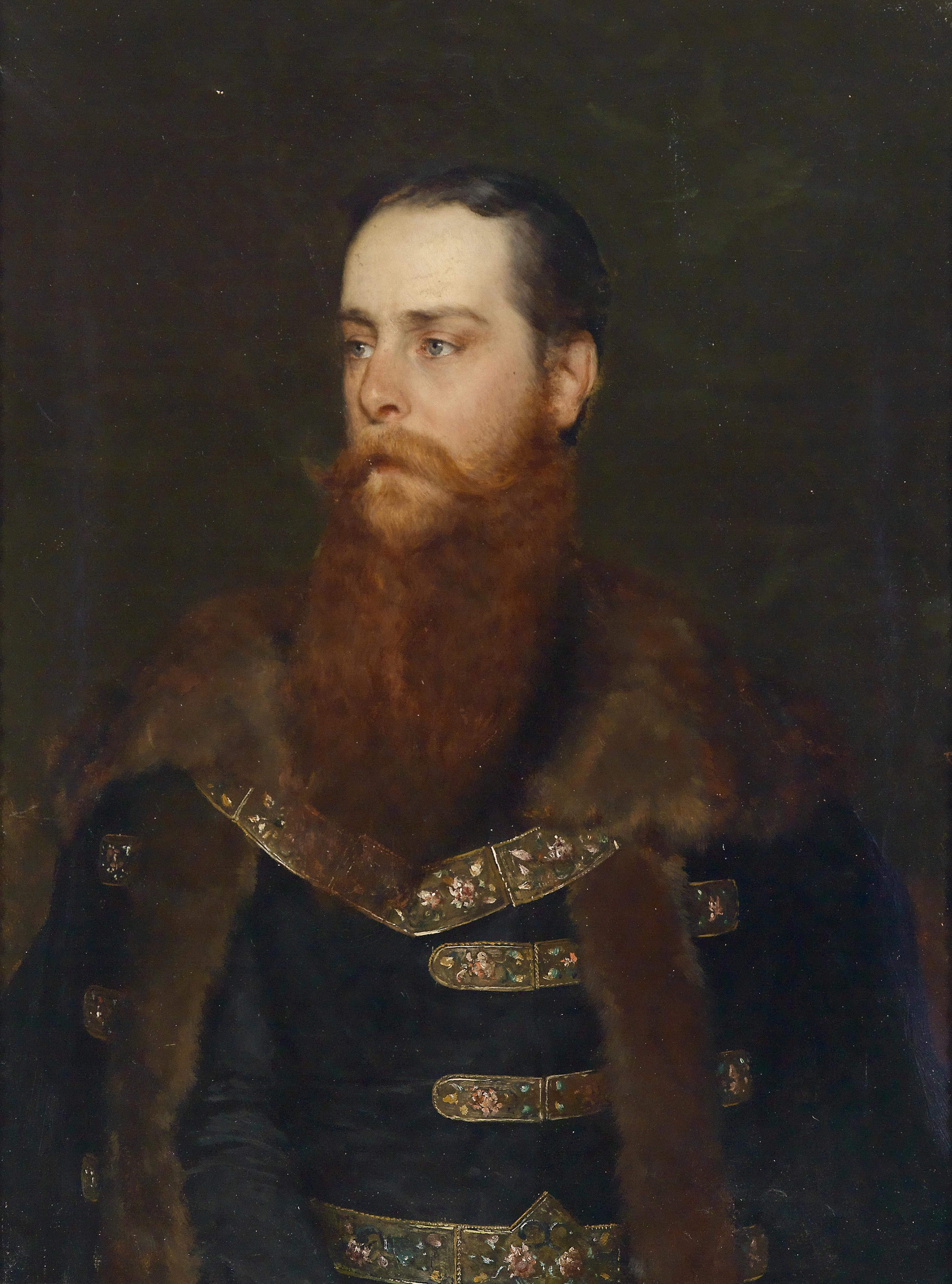
Arthur Graf Berchtold
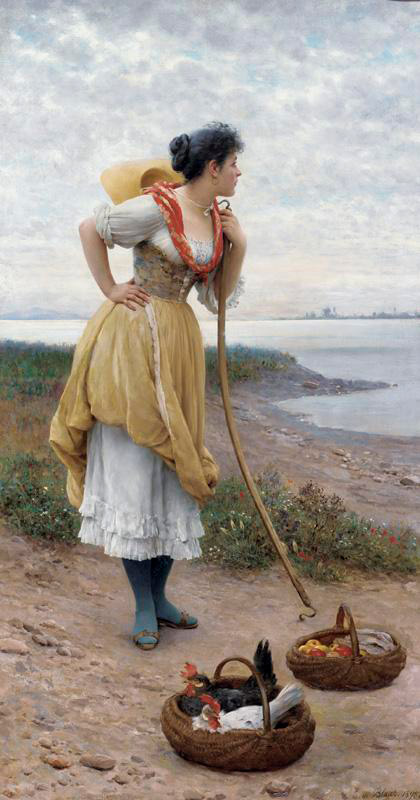
Daydreaming
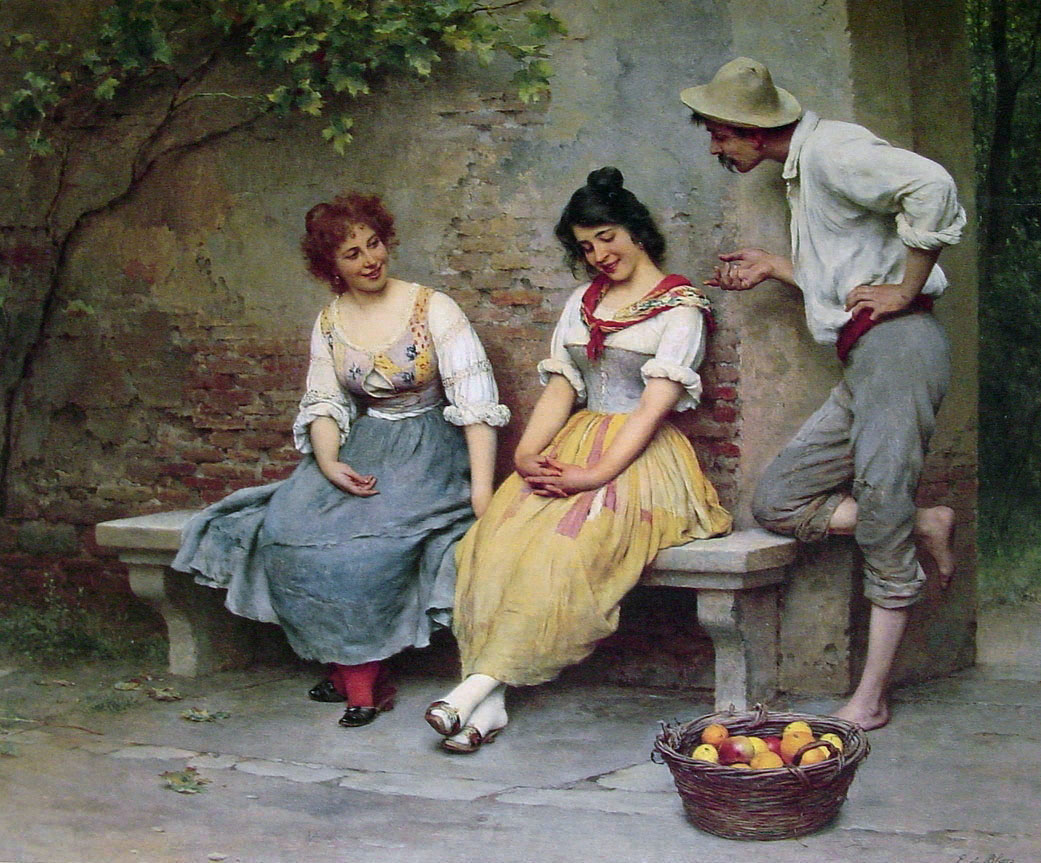
Flirteig
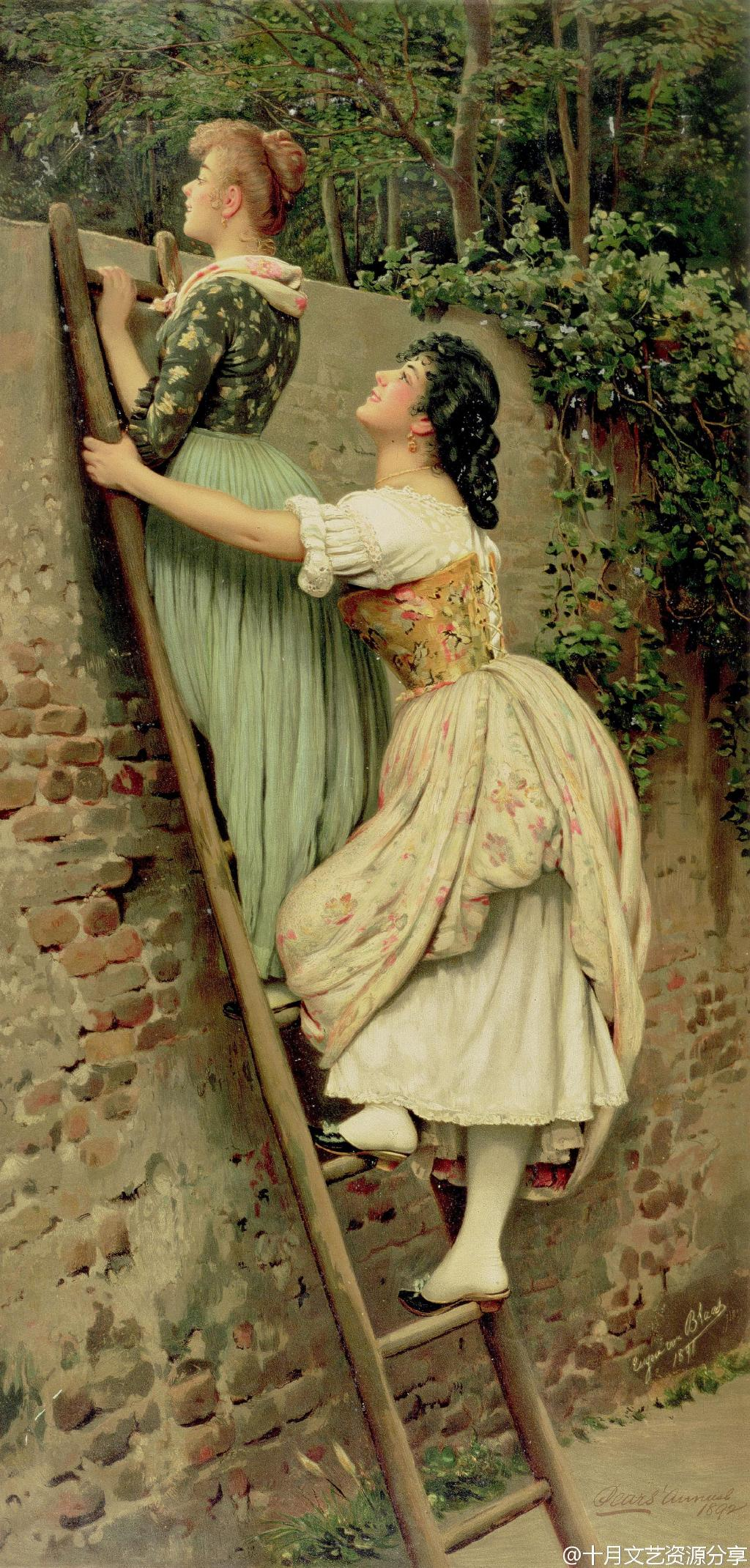
Curiositat
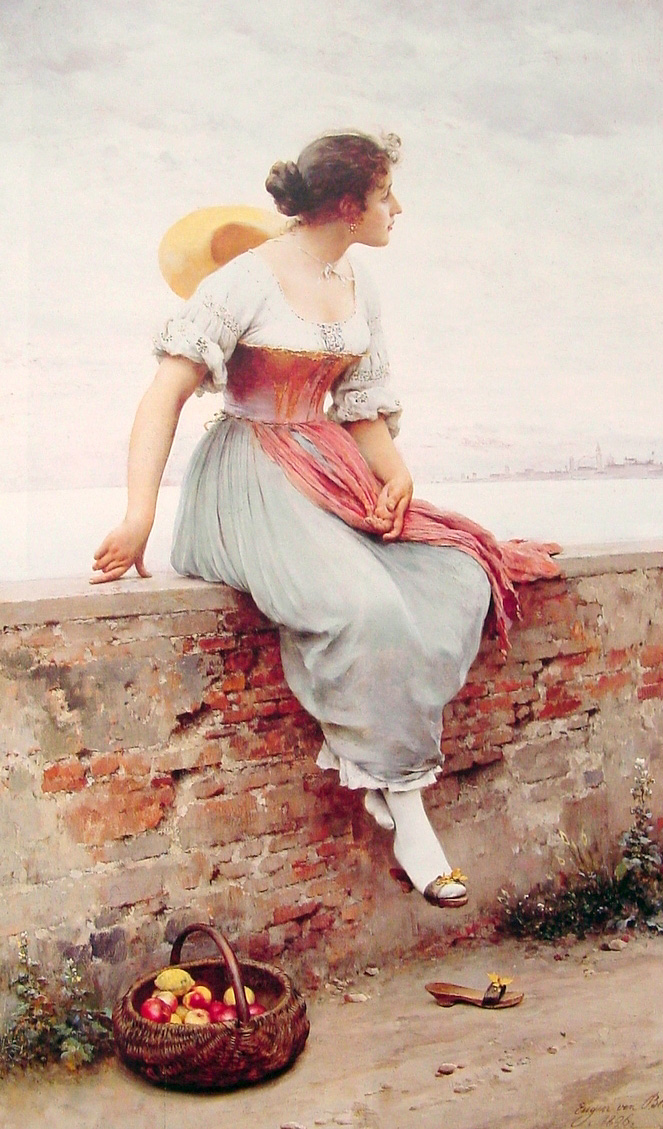
Moment pensatiu
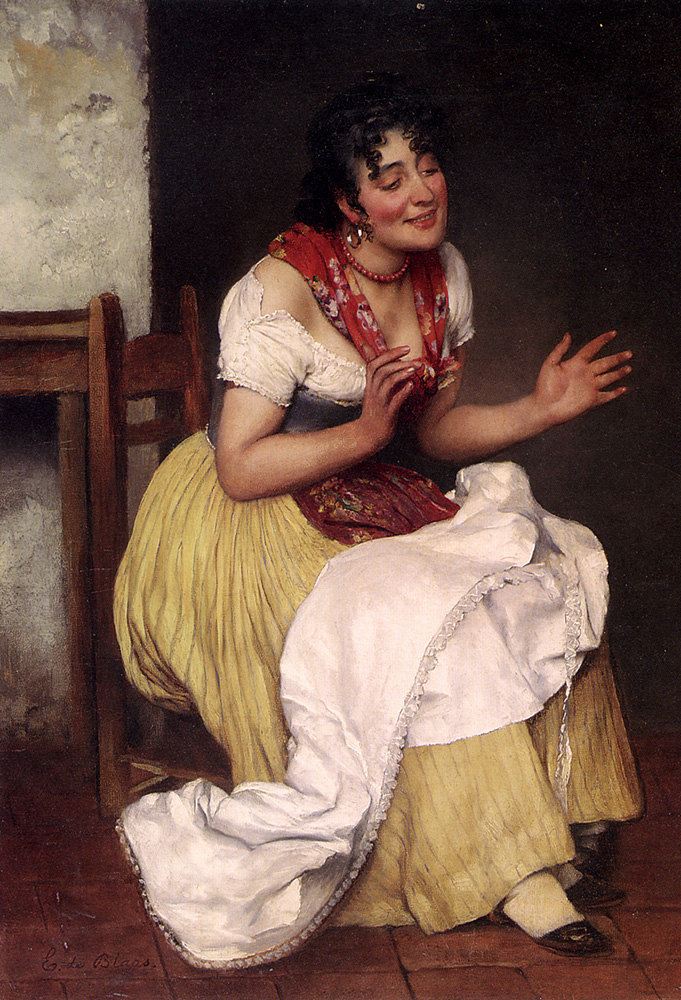
Una Història interessant
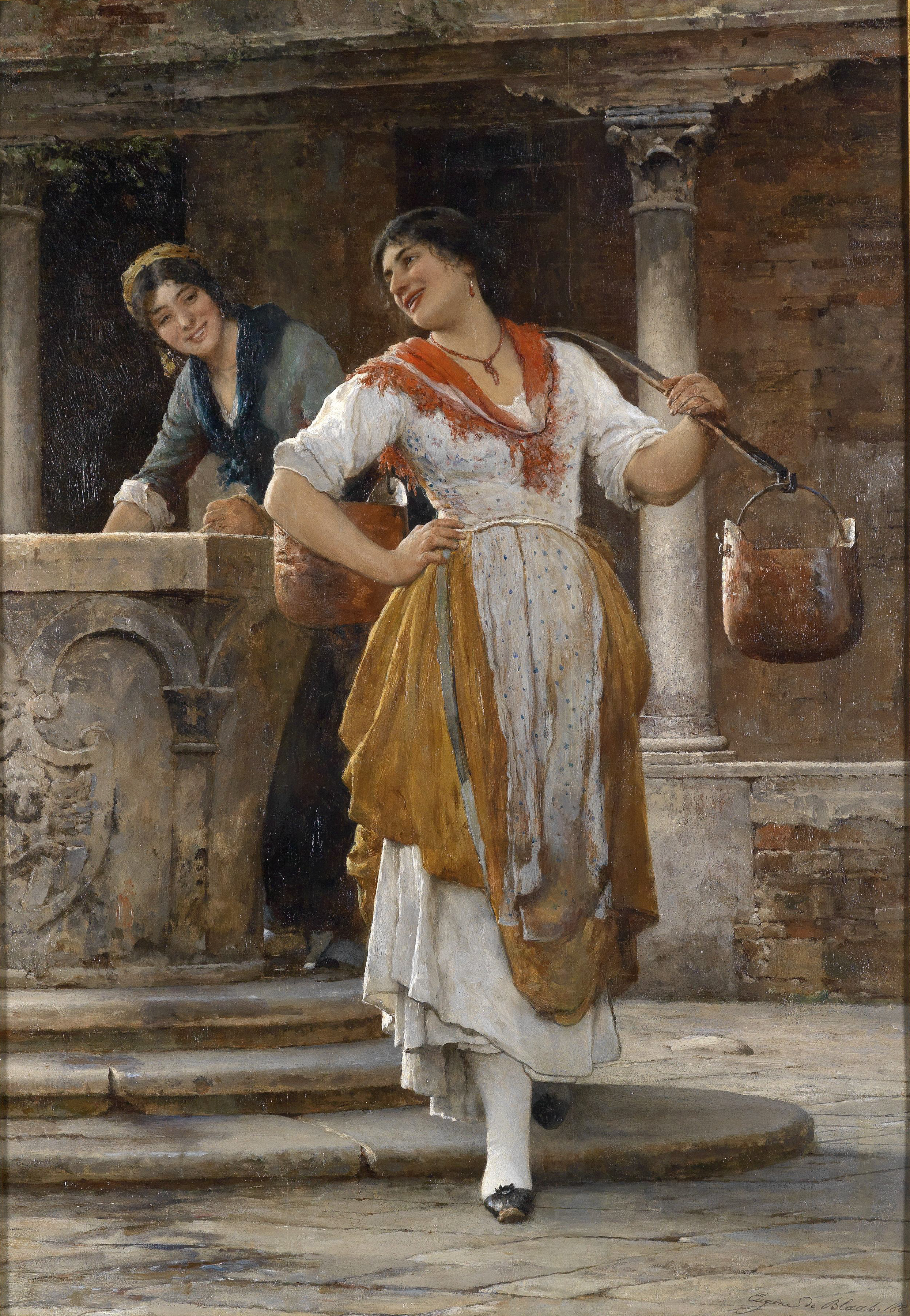
Die Wasserträgerin
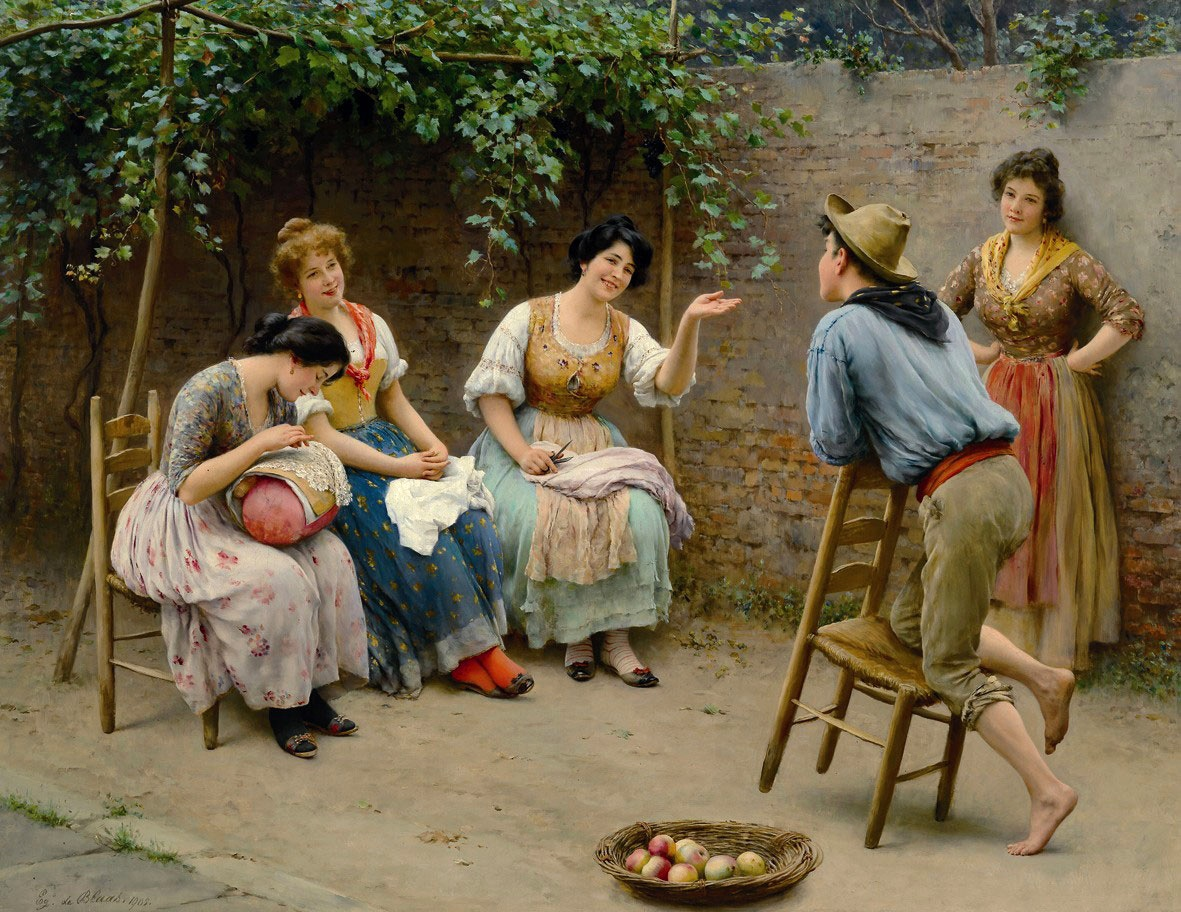
Xerrada
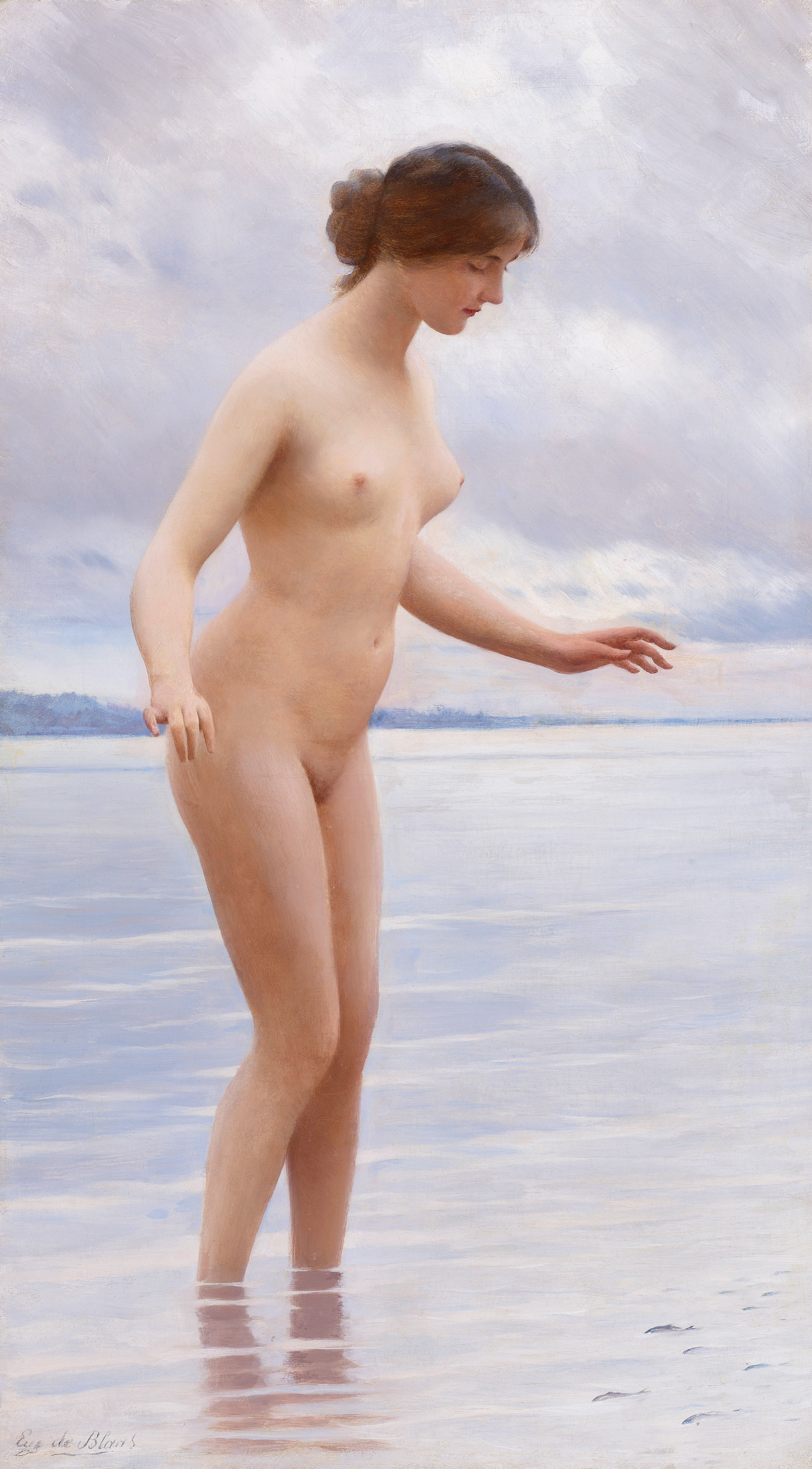
A l'aigua